# Jean-Marc Lalonde
Pour les articles homonymes, voir Lalonde.
Jean-Marc Lalonde (né le 19 août 1935) est un homme politique des Comtés unis de Prescott et Russell (franco-ontarien), il est un ancien député libéral provincial de l'Ontario de la circonscription de Glengarry-Prescott-Russell de 1995 à 2011.

## Biographie
Jean-Marc, qui est un fervent amateur de hockey, a été président (1975-1976) de la Ottawa & District Hockey Association, directeur (1972-1976) de l'Association canadienne de hockey amateur et associé des Olympiques de Hull (champions de la Coupe Mémorial de 1997). Monsieur Lalonde a aussi été président de la section de l'Ontario de l'Association des parlementaires francophones et chargé de mission pour les Amériques. Avant son élection comme député provincial, il a occupé des postes au sein de l'administration municipale pendant 25 ans, dont 15 ans à titre de maire de la ville de Rockland. Il a été élu député de Glengarry-Prescott-Russell à l'Assemblée législative de l'Ontario en 1995. Il a été réélu en 1999, 2003 et 2007. Jean-Marc a été adjoint parlementaire à la ministre de la Promotion de la santé.
Le 13 avril 2011, il annonce de prendre sa retraite et qu'il ne se présentera pas à l'élection ontarienne du 6 octobre 2011.
Trois ans plus tard, il fait son retour en politique, remportant un poste de conseiller municipal de Clarence-Rockland aux élections municipales dans les Comtés unis de Prescott et Russell du lundi 27 octobre 2014. Il ne reste qu'un mandat, déclinant de se représenter en 2018.